# بوریس یاکولویچ بکریف

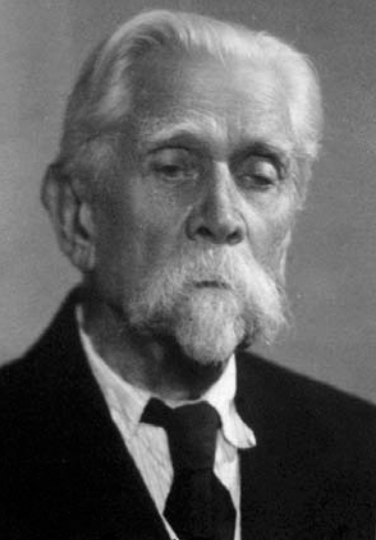

بوریس یاکولویچ بکریف (روسی: Борис Яковлевич Букреев؛ ۶ سپتامبر ۱۸۵۹ – ۲ اکتبر ۱۹۶۲)، یک ریاضی‌دان روس در زمان اتحاد جماهیر شوروی بود که روی حوزه‌های توابع مختلط و معادلات دیفرانسیل کار کرد. او توابع فوکسی درجه صفر را مطالعه نمود. به هندسه تصویری و نااقلیدسی علاقه‌مند بود. بکریف، روی پایاهای دیفرانسیل و پارامترهای نظریه رویه‌ها کار کرد و مقاله‌های زیادی در مورد تاریخچه ریاضیات نوشت.

## زندگی‌نامه
بکریف در شهر لگوف، کورسک در امپراتوری روسیه در یک خانوادهٔ که معلم مدرسه بودند، زاده شد. پدربزرگ وی نیز معلم مدرسه بود. وی آموزش‌های ابتدایی را در خانه فرا گرفت و بعدتر به دبیرستان کلاسیک در کورسک رفت. او در ۱۸۷۸ میلادی وارد دانشگاه کیف شد که در آن زمان به‌نام دانشگاه سینت ولادیمیر یاد می‌گردید و در شهر کیف موقعیت داشت. این دانشگاه که در سال ۱۸۳۴ تأسیس شده بود، یک مدرسه قوی ریاضی داشت. در ۱۸۸۰ میلادی، به بکریف به عنوان بهترین شاگرد سال از طرف دانشکده ریاضی و فیزیک، یک مدال طلا اعطاء گردید. در ۱۸۸۲ میلادی، وی نخستین مدرک تحصیلی خود را به‌دست آورده و در این دانشگاه ماند تا به تحصیلات خود ادامه دهد. در آن زمان، بکریف روی نظریه توابع بیضوی کارل وایرشتراس کار می‌کرد. این نظریه به موضوع پایان‌نامه فوق لیسانس او مبدل شد، «در مورد بسط تابع غیر جبری در کسرهای جزئی». پس از این‌که بکریف پایان‌نامه خود را به نشر رساند، به شهر برلین رفت تا تحت نظر کارل وایرشتراس، لاتساروس فوکس و لئوپولد کرونکر آموزش ببیند. بکریف با راهنمایی‌های فوکس، پژوهش‌های را در مورد توابع فوکسی انجام داد و در سال ۱۸۸۸ تکمیل نمود، این پژوهش‌ها مبنای رساله دکترای وی تحت عنوان «در مورد توابع فوکسی درجه صفر» را که او در ۱۸۸۹ دفاع نمود، شکل داد.
بکریف در ۱۸۸۹ میلادی، پروفسور ریاضی در دانشگاه کی‌یف در اوکراین، امپراتوری روسیه شد. در جریان دهه ۱۸۹۰ بکریف یک سلسله مقاله‌های با کیفیتی را به چاپ رساند که قرار ذیل است: «در مورد نظریه توابع گاما»، «در مورد برخی فرمول‌ها در نظریه توابع بیضوی وایرشتراس»، «در مورد توزیع ریشه‌های یک کلاس کامل توابع غیرجبری» و «قضیه توابع بیضوی وایرشتراس».
تا اواخر دهه ۱۸۹۰، بکریف شروع به تحقیقات در حوزه هندسه دیفرانسیل کرده بود. در ۱۹۰۰ میلادی او مقاله «روشی برای تطبیقات حسابان انتگرال و دیفرانسیل بر هندسه» را منتشر کرد. هرچند سِمت اصلی وی در این مدت در دانشگاه کیف بود، اما وی همچنین از ۱۸۹۶ میلادی در کالج دخترانه و از ۱۸۹۸ میلادی در مؤسسه پلی‌تکنیک کیف تدریس می‌کرد. او به تدریس در مؤسسه پلی‌تکنیک تا سال ۱۹۲۶ میلادی ادامه داد. او به کار خود در دانشگاه کیف تا سال ۱۹۵۹ ادامه داده و به عمر ۱۰۰ سالگی بازنشسته شد. وی در طول زندگی خود افتخارات علمی و دولتی فراوانی را به‌دست‌آورد، از جمله نشان لنین و نشان پرچم سرخ کار.
بکریف کتاب‌های متعددی منتشر کرد که بسیار تأثیرگذار ثابت شد. به عنوان مثال، «معرفی نظریه سری»، «مبانی نظریه دترمینان»، «روشی بر انتگرال‌های معین» (۱۹۰۳) و «مبنی آنالیز جبری» (۱۹۱۲). در ۱۹۳۴ میلادی، او «معرفی بر حساب متغیرات» را به چاپ رساند. مهم‌ترین کتاب وی در هندسه نااقلیدسی «هندسه مسطحه نااقلدیسی از نظر تحلیلی» بود که در ۱۹۵۱ میلادی به نشر رسید. بکریف تا اواخر عمر خود به کار فعالانه در ریاضی ادامه داده و آخرین مقاله وی زمانی که او ۹۸ سال داشت، منتشر شد.

## زندگی خانوادگی
بی. وای. بکریف با دختر آلکسی الکساندرویچ کوزلوف (فیلسوف روسی، نمایندهٔ برجسته مکتب روسی همه‌جان‌انگاری و پروفسور فلسفه در دانشگاه کی‌یف از سال ۱۸۸۴) ازدواج کرد. آن‌ها سه فرزند داشتند، تاتیانا، نیکولای و یوگنی.
نوه بکریف به‌نام کریل تالپیگو (پسر تاتیانا و بوریس نیکولویچ تالپیگو)، یک فیزیک‌دان برجسته اوکراینی و عضو موقتی آکادمی ملی علوم اوکراین شد.

## کتاب‌ها
- A Course on Applications of Differential and Integral Calculus to Geometry
- An Introduction to the Calculus of Variations
- Non-Euclidean Planimetry in Analytic Terms